# Vardaman
Vardaman város az Amerikai Egyesült Államok Mississippi államában, Calhoun megyében. Lakosainak száma 1110 fő (2020. április 1.).

## Népesség
A település népességének változása:

| 2010 | 1 316 |
| 2020 | 1 110 |